# Museo archeologico di Efeso
Il Museo archeologico di Efeso (in turco Efes Müzesi) è un museo archeologico situato a Selçuk, vicino a Smirne, in Turchia. Ospita reperti archeologici principalmente provenienti dagli scavi del vicino sito di Efeso, ma anche da altri luoghi come la Basilica di San Giovanni di Efeso, il Mausoleo di Antioco II a Belevi ed alcuni pezzi etnografici.

## Storia
Già nel 1929 fu creato a Selçuk un deposito di antichità che sarebbe diventato la base del futuro museo, che sarebbe stato aperto al pubblico nel 1964 e successivamente ampliato nel 1976.

## Collezioni
Il patrimonio del museo comprende quasi 50 000 oggetti che vanno dal IV millennio a.C. ai tempi moderni, con l'antichità classica e il periodo medievale che sono i più rappresentati.
Il museo è diviso in due dipartimenti, uno dedicato all'archeologia e l'altro all'etnografia. La parte etnografica è stata riorganizzata nel 1995, in seguito al restauro di un hammam (Saadet-Hatun-Hamam) nella parte occidentale del museo di Selçuk nel 1972.
Una delle sue opere più note è la statua di Artemide recuperata dal tempio della dea ad Efeso.

## Altri musei su Efeso
I musei che hanno anche una collezione significativa di oggetti di Efeso includono il Museo di Efeso a Vienna, i Musei Archeologici di Istanbul, il Museo Archeologico di Smirne e il British Museum di Londra.